# Leoparden (roman)
Leoparden (italienska: Il Gattopardo, "servalen") är en roman av den italienske författaren Giuseppe Tomasi di Lampedusa, utgiven postumt 1958. Handlingen utspelar sig på Sicilien från 1860 till 1910. Den skildrar adelsfamiljen Salina, som bygger på författarens egen släkt, och den sicilianska aristokratins nedgång i samband med Italiens enande. Boken utmärker sig med sina beskrivningar av de sicilianska miljöerna, skildringar av det samhälleliga samspelet och detaljerade redogörelser för stilen och uppträdandet inom aristokratin.
Boken blev refuserad av flera italienska förlag som ansåg att den var otidsenlig. Den gavs ut efter Tomasis död genom att författaren Giorgio Bassani läste den och gav ut den genom Feltrinelli, där han var chefsförläggare. Den gavs ut på svenska 1959 i översättning av Eva Alexanderson  och 2016 av Viveca Melander.
Romanen blev snabbt framgångsrik bland både läsare och kritiker, i såväl Italien som utomlands, och dess popularitet har varit bestående. Den tilldelades Stregapriset 1959. Boken utgör förlaga till filmen Leoparden, regisserad av Luchino Visconti, som vann Guldpalmen vid filmfestivalen i Cannes 1963.

## Upplagor
- Leoparden - roman av Leopardi di Lampedusa, Bonniers, 1959.